# 茨城県立総和高等学校
茨城県立総和高等学校（いばらきけんりつ そうわこうとうがっこう）は、茨城県古河市磯部にあった県立高等学校。2015年に茨城県立古河中等教育学校に改組され廃止された。

## 概要
元々、旧総和町（現古河市）において町内で唯一の普通科教育を主とする高校として創立した。略称は「総高」（そうたか）。
開校当時は、一般的な学生服と呼ばれる制服であったが、1992年度入学生から「森英恵デザイン」によるブレザーへ変更。
1984年、生徒有志が「第2回全国高等学校クイズ選手権」に、関東代表（当時は県別ではなく地方別だった）」として全国大会に出場。2004年度より、2学期制33単位授業を実施。現在は各学年6クラス18学級であり、3学年のみカリキュラムが三種ある。

## 沿革
- 1981年
  - 4月1日 - 茨城県立総和高等学校として開校。
  - 10月6日 - 体育館竣工。
- 1991年
  - 10月1日 - 共同宿泊施設「けやき会館」竣工。
  - 10月18日 - 創立10周年式典を挙行。
- 2001年11月9日 - 創立20周年式典を挙行。
- 2003年4月1日 - 文部科学省より2年間の「環境のための地球学習観測プログラム（GLOBE）」の研究指定校に指定される。
- 2013年4月1日 - 生徒の新規募集を停止。
- 2015年4月1日 - 茨城県の第2次県立高等学校再編整備計画[1]により、茨城県立古河中等教育学校に改組、廃校。

## 交通
JR宇都宮線古河駅からバス、「総和高校前」「総和中前」下車。

## 著名な卒業生
- 浅野恭司（アニメーター）
- 山中崇史（俳優）「相棒」芹沢刑事役
- 山中聡（俳優、山中崇史の弟）
- 保利裕介（サッカー選手・松本山雅FC）
- 千野隆尋（GOOD ON THE REEL）